# FC Hilversum in het seizoen 1962/63
Het seizoen 1962/1963 was het achtste jaar in het bestaan van de Hilversumse betaaldvoetbalclub Hilversum. De club kwam uit in de Tweede divisie B en eindigde daarin op de 11e plaats. Tevens deed de club mee aan het toernooi om de KNVB beker, hierin werd de club in de tweede ronde uitgeschakeld door D.F.C. (0–4).

## Wedstrijdstatistieken

### Tweede divisie B
|       | Baronie | BVV   | D.F.C. | EDO   | 't Gooi | Haarlem | Helmondia '55 | Hermes DVS | HVC   | LONGA | NOAD  | PEC   | RCH   | SVV   | Wilhelmina | Xerxes |
| ----- | ------- | ----- | ------ | ----- | ------- | ------- | ------------- | ---------- | ----- | ----- | ----- | ----- | ----- | ----- | ---------- | ------ |
| Thuis | 1 – 1   | 0 – 1 | 2 – 0  | 1 – 5 | 1 – 3   | 1 – 2   | 2 – 1         | 0 – 2      | 1 – 1 | 1 – 0 | 0 – 3 | 4 – 1 | 0 – 0 | 2 – 0 | 2 – 1      | 0 – 5  |
| Uit   | 2 – 1   | 3 – 1 | 2 – 3  | 1 – 1 | 2 – 0   | 1 – 2   | 0 – 0         | 2 – 1      | 2 – 3 | 1 – 2 | 1 – 1 | 1 – 1 | 2 – 0 | 0 – 0 | 0 – 1      | 2 – 1  |

### KNVB beker
| 1e ronde                                                  | Leeuwarden                                     | 2 – 3 (2 – 2) | Hilversum                |
| 13 oktober 1962 Plaats: Leeuwarden Gemeentelijk Sportpark | Ben de Vries 18' Jaap Advocaat 20'             |               | 13', 27', 80' Flip Krant |
| 2e ronde                                                  | D.F.C.                                         | 4 – 0 (0 – 0) | Hilversum                |
| 16 december 1962 Plaats: Dordrecht Krommedijk             | Wim de Kreek Hans de Vos –', –' Leen de Visser |               |                          |

## Statistieken Hilversum 1962/1963

### Eindstand Hilversum in de Nederlandse Tweede divisie B 1962 / 1963
| Stand | Gespeeld | Gewonnen | Gelijk | Verloren | Punten | Doelpunten voor | Doelpunten tegen |
| ----- | -------- | -------- | ------ | -------- | ------ | --------------- | ---------------- |
| 11e   | 32       | 11       | 8      | 13       | 30     | 36              | 48               |

### Topscorers
| #                | Naam                                 | Goal |
| ---------------- | ------------------------------------ | ---- |
| 1.               | Nico van der Meer                    | 9    |
| 2.               | Evert Pluim                          | 5    |
| 2.               | Gijs van Wieringen                   | 5    |
| 4.               | Flip Krant                           | 3    |
| 5.               | Nico van Beeren                      | 2    |
| 5.               | Martin Looman                        | 2    |
| 5.               | Frank Mijnals                        | 2    |
| 8.               | Hans Akkerman                        | 1    |
| 8.               | Joop de Haan                         | 1    |
| 8.               | Martin de Nooy                       | 1    |
| 8.               | Frans van Wegen                      | 1    |
| 8.               | Eddy Westbroek                       | 1    |
| 8.               | Peter Wiskie                         | 1    |
| Eigen doelpunten |                                      |      |
| –                | Len van den Boogaard (Helmondia '55) |      |
| –                | John Hutten (NOAD)                   |      |
| Totaal           | Totaal                               | 36   |

| #      | Naam       | Goal |
| ------ | ---------- | ---- |
| 1.     | Flip Krant | 3    |
| Totaal | Totaal     | 3    |